# Mamaroneck (village, New York)
Ne doit pas être confondu avec Mamaroneck (ville, New York).
Mamaroneck est un village du comté de Westchester, dans l'État de New York, aux États-Unis,. En 2010, il compte une population de 18 929 habitants.

## Démographie
Lors du recensement de 2010, le village comptait une population de 18 929 habitants, tandis qu'en 2019, elle est estimée à 19 131 habitants.